# Stephen Girard Whipple
Stephen Girard Whipple (né le 5 novembre 1823 à Williston, Vermont et mort le 21 octobre 1895 à Eureka, Californie) est un forty-niner, rédacteur en chef, homme politique et officier de l'Union durant la guerre de Sécession. Après la guerre, il sert comme officier dans la United States Army et participe aux guerres apaches et à la guerre des Nez-Percés.

## Carrière en Californie
Arrivé en Californie pour la ruée vers l'or de 1849, il est élu à l'Assemblée de l'État de Californie en 1854-55 et 1857-58.